# Bridget Fonda
Bridget Jane Fonda (Los Ángeles, 27 de enero de 1964) es una actriz de cine estadounidense.

## Biografía
Bridget nació en Los Ángeles, California dentro de una familia dedicada a la interpretación
Recibió su nombre por el de Bridget Hayward, amor de juventud de su padre. Sus padres se separaron en 1972, y posteriormente Peter se casó con Portia Rebecca Crockett, quien la crio junto a su hermano, Justin, en Los Ángeles.
Bridget acudió a la Westlake School for Girls en Los Ángeles. Durante este tiempo, tuvo poco contacto con su familia. Su primer contacto con la interpretación tuvo lugar en una obra de teatro escolar. Su primer papel en el cine fue una pequeña aparición en la película de 1969 Easy Rider, y hasta 1988 no consiguió su primer papel hablado en una película. Ese año apareció en las películas You Can't Hurry Love y Shag, ritmo en los talones.
Bridget estudió actuación en la Tisch School of the Arts y en el Lee Strasberg Theatre Institute.
Su primer papel importante fue el de una atractiva periodista en la película de 1990 El padrino III. Después de participar en algunas obras de teatro y pequeños papeles en películas, su primer papel protagonista fue en la película Single White Female (1992).
A partir de entonces, Bridget ha aparecido en varias películas como Point of No Return (1993), Jackie Brown (1997) o El beso del dragón (2001).
Fonda conoció a Eric Stoltz en 1986 y comenzaron a salir en 1990. La relación terminó después de ocho años.
En 2003, sufrió un grave accidente automovilístico que le fracturó una vértebra. En marzo del mismo año, se comprometió con el compositor de cine y exlíder de Oingo Boingo, Danny Elfman, y se casaron en noviembre. En 2005, tuvieron un hijo juntos.
Después de su matrimonio, Fonda se retiró de la actuación y se ha concentrado en su vida familiar.

## Filmografía seleccionada
- Easy Rider (1969)
- Shag (1989)
- Scandal (1989)
- Strapless (1989)
- El padrino III (1990)
- La resurrección de Frankenstein (1990)
- Doc Hollywood (1991)
- Out of the Rain (1991)
- Laberinto de hierro (1991)
- Solteros (1992)
- Single White Female (1992)
- Leather Jackets (1992)
- El ejército de las tinieblas (1993)
- Maldito Nick (1993)
- Point of No Return (1993)
- Pequeño Buda (1993)
- El balneario de Battle Creek (1994)
- Te puede pasar a ti (1994)
- Freda y Camilla (1994)
- It Could Happen to You (1994)
- Hechizo de la ruta maya (1995)
- City Hall (1996)
- Jackie Brown (1997)
- Mr. Jealousy (1997)
- Touch (1997)
- In the Gloaming (1997)
- Un plan sencillo (1998)
- Break Up (1998)
- Lake Placid (1999)
- South of Heaven, West of Hell (2000)
- Un angelito rebelde (2001)
- The Whole Shebang (2001)
- El beso del dragón (2001)
- Monkeybone (2001)
- La reina de las nieves (2002)